# Martin Shaw

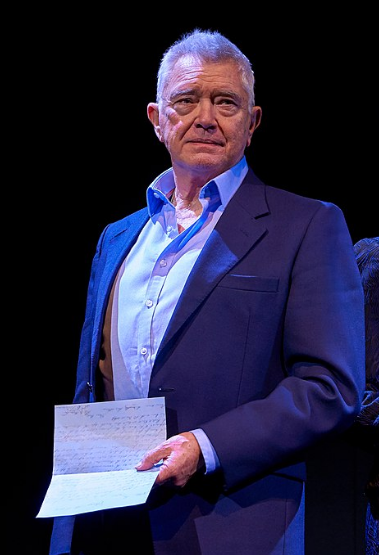
Martin Shaw, 2019

Martin Shaw (* 21. Januar 1945 in Birmingham) ist ein britischer Schauspieler. Bekannt wurde er in Deutschland durch die britische Krimi-Fernsehserie Die Profis (The Professionals) in der Rolle des CI5-Agenten Ray Doyle, den er von 1977 bis 1983 verkörperte.

## Leben
Shaw studierte an der London Academy of Music and Dramatic Art. Nach seinem Abschluss erhielt er schnell Rollen am Theater, darunter in Blick zurück im Zorn (Look Back in Anger) und Endstation Sehnsucht (A Streetcar Named Desire). Seine erste größere Rolle im Fernsehen hatte er als Hippie-Student Robert Croft in der britischen Fernsehserie Coronation Street.
Shaw spielte 1971 in Roman Polańskis Macbeth-Verfilmung die Rolle des Banquo.
Von 1977 bis 1983 spielte er mit Ray Doyle eine der Hauptfiguren in der Serie Die Profis (The Professionals), die ihn weltweit berühmt machte. Die Produzenten wollten eigentlich Anthony Andrews für die Rolle des Willam Bodie verpflichten, dieser verstand sich aber nicht mit Shaw. Aus diesem Grund wurde Lewis Collins gewählt, da er sich mit Shaw sehr gut verstand und gleichzeitig aber auch ein vollkommen anderer Charakter war. Diese unterschiedlichen Charakterzüge wurden in der Serie in den Dialogen auch dementsprechend eingebaut. In jeder Folge gibt es diverse Dialoge, die nur Collins und Shaw gemeinsam führen, meistens im Auto. Shaw ließ sich deshalb auch entgegen dem Drehbuch die Haare lang wachsen und trat eher im „Gammellook“ auf, Collins hingegen mit Kurzhaarschnitt und meist in Maßanzügen oder Designerkleidung. Gleichzeitig wurde immer versucht herauszustellen, dass Shaw der intellektuellere von beiden sei. Shaw mochte seine Rolle als gewalttätiger Polizist eigentlich nicht und drängte schon früh wieder zurück ans Theater, so dass die Serie nach vier Staffeln beendet worden ist.
Nachdem die Serie beendet war, konzentrierte er sich zunächst wieder mehr auf das Theater und spielte unter anderem Elvis Presley in dem Stück Are You Lonesome Tonight?. In den 1990er Jahren kehrte er auch wieder auf den Fernsehschirm zurück, z. B. in The Chief, Rhodes (als Cecil Rhodes, zusammen mit seinem Sohn Joe als jungem Cecil Rhodes) oder Always and Everyone.
Später spielte er Commander Adam Dalgliesh in den BBC-Verfilmungen zweier Romane von P. D. James, Death in Holy Orders und The Murder Room.
Ab Herbst 2005 stand Martin Shaw erstmals seit Jahren wieder auf der Bühne als Sir Thomas More in A Man for all Seasons von Robert Bolt, zusammen mit seiner Tochter Sophie, die Mores Tochter Margaret spielt. Die Westend-Premiere fand am 3. Januar 2006 im Londoner Theatre Royal Haymarket statt. Das Stück stand bis einschließlich April 2006 auf dem Spielplan.
2006 und 2007 kehrte Martin Shaw mit der 5. und 6. Staffel der beliebten Gerichts-Serie Judge John Deed als Titelfigur ins britische Fernsehen zurück.
Seit 2007 ist Martin Shaw in der BBC-Serie George Gently – Der Unbestechliche (Inspector George Gently) zu sehen. Die Serie spielt in der Mitte der 1960er-Jahre und hatte ihre deutsche Premiere 2009 im ZDF.
Neben der Schauspielerei für Film und Theater hat er auch an diversen Hörbüchern mitgewirkt, darunter Werke von Thomas Hardy, Oscar Wilde, Ken Follett oder von J. R. R. Tolkien.
Martin Shaw hat viermal geheiratet und wurde dreimal geschieden. Aus seiner ersten Ehe mit Jill Allen hat er drei Kinder (Luke, Joe und Sophie), die ebenfalls den Beruf der Schauspielerei ergriffen haben. Von seiner dritten Ehefrau Vicky Kimm ist er ebenfalls geschieden und nun seit 2003 mit seiner vierten Ehefrau Karen De Silva verheiratet.

## Filmografie (Auswahl)

### Fernsehen
- 1967–1968: Coronation Street (Fernsehserie, 5 Folgen)
- 1977–1983: Die Profis (The Professionals, Fernsehserie, 57 Folgen)
- 1977: Mit Schirm, Charme und Melone The New Avengers (Obsession) Der Rachefeldzug
- 1983: Der Hund von Baskerville (The Hound of the Baskervilles)
- 1985: Wettlauf zum Pol (The Last Place on Earth, Fernsehserie, 7 Folgen)
- 1990: Attentat in Birmingham (The Investigation: Inside a Terrorist Bombing)
- 1993–1995: The Chief (Fernsehserie, 23 Folgen)
- 1996: Rhodes (Fernsehserie, 8 Folgen)
- 2001–2007: Judge John Deed (Fernsehserie, 29 Folgen)
- 2003: Death in Holy Orders
- 2004: The Murder Room
- 2007–2017: George Gently – Der Unbestechliche (Inspector George Gently, Fernsehserie, 25 Folgen)
- 2007: Cranford (Fernsehserie, 1 Folge)
- 2010: Agatha Christie’s Poirot – Nikotin (Agatha Christie’s Poirot: Three Act Tragedy)

### Film
- 1971: Macbeth
- 1974: Sindbads gefährliche Abenteuer (The Golden Voyage of Sinbad)
- 1975: Das Sonderkommando (Operation Daybreak)
- 1983: Der Hund von Baskerville (The Hound of the Baskervilles)
- 1984: Facelift
- 1988: The Most Dangerous Man in the World
- 1990: Ladder of Swords
- 2017: 6 Days

### Diverses
- 2009: Driving Home for Christmas – Chris Rea Music Video

## Deutsche Synchronstimmen
Shaw ist für die deutschen Fassungen seiner Filme im Laufe der Jahre von mehreren Sprechern synchronisiert worden. Am häufigsten verliehen Uwe Paulsen (in Die Profis) und Hans-Werner Bussinger (in George Gently – Der Unbestechliche) Shaw ihre Stimmen.